# Casa de Estudillo
La Casa de Estudillo ou Estudillo House est un bâtiment en adobe du parc historique d'État d'Old Town San Diego, à San Diego, en Californie, aux États-Unis. La Casa de Estudillo était considérée à son apogée comme l'une des plus belles maisons en Haute-Californie.

## Description
Le bâtiment est en forme de fer à cheval, de plain-pied avec un patio. Sa façade mesure 34,4 mètres et ses ailes font 29,9 mètres de long.

Plan de la maison.

## Historique
Le bâtiment a été construit entre 1827 et 1829 par José María Estudillo. Ce dernier était commandant du Presidio de San Diego et compte parmi les premiers colons de San Diego. À sa mort en 1830, son fils José Antonio Estudillo qui était percepteur, alcalde et juge à San Diego alors sous domination mexicaine puis, sous domination américaine, trésorier et assesseur de comté de San Diego, a hérité du bâtiment. Il y résida avec sa famille jusqu'en 1887.
Restaurée en 1910 par l'architecte Hazel Waterman grâce à des fonds de la famille Spreckels, la bâtisse fut donnée à l'État californien par Legler Benbough avec le soutien de la National Society of Colonial Dames of America. La maison est par la suite transformée en musée avec une importante restauration complémentaire en 1968.

## Postérité

### Classement et préservation
Intégré au parc historique d'État d'Old Town San Diego, c'est le plus connu des bâtiments en adobe de celui-ci. Il est désigné National Historic Landmark le 15 avril 1970 — le parc d'État étant en lui-même aussi un National Historic Landmark — et California Historical Landmark.

### Ramona
Cette maison est citée dans le roman Ramona (1884) de Helen Hunt Jackson. Du coup, elle fut connue à tort comme l'endroit où Ramona s'est mariée (Ramona’s Marriage Place).

## Galerie

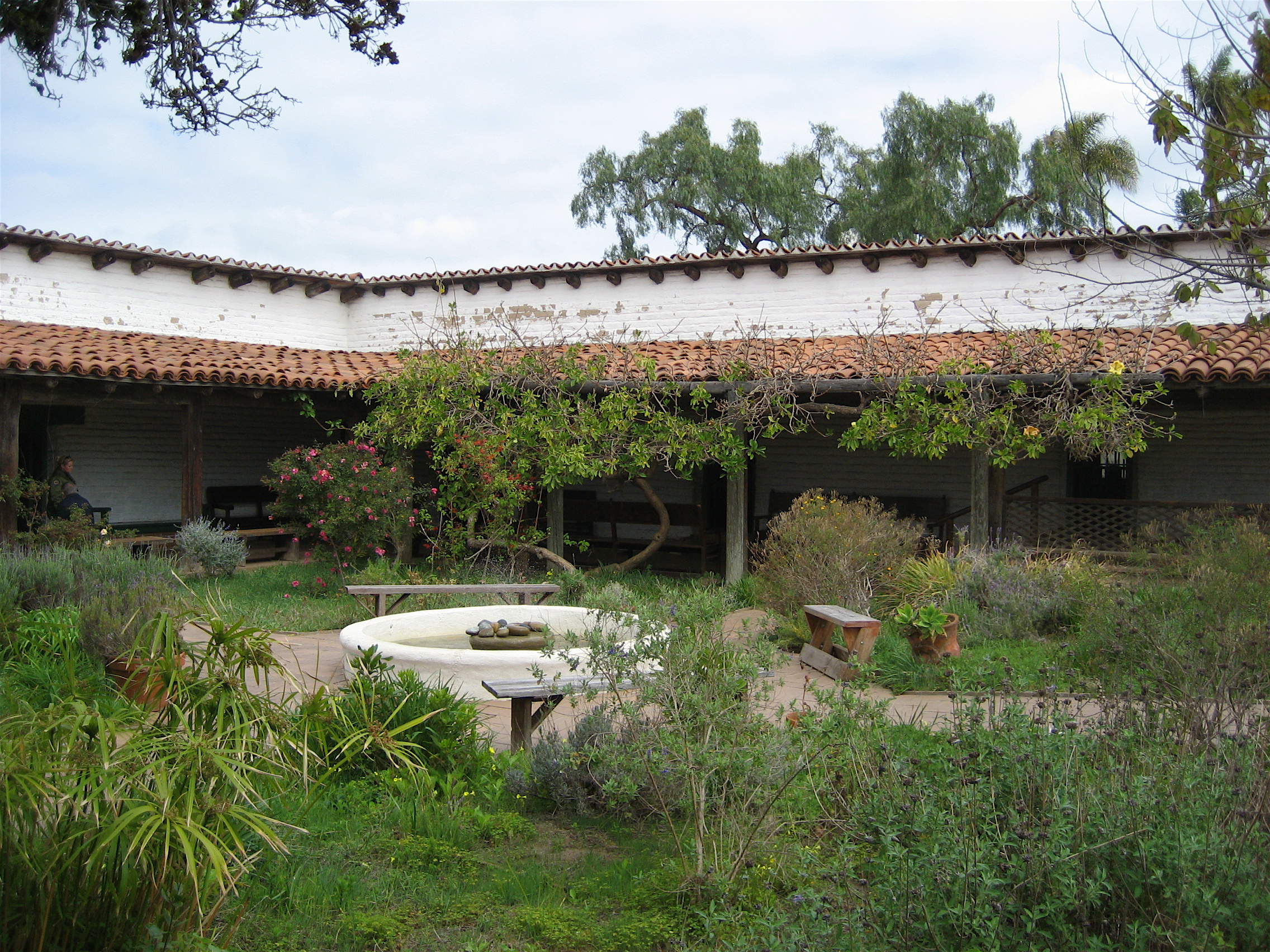
Cour intérieure.
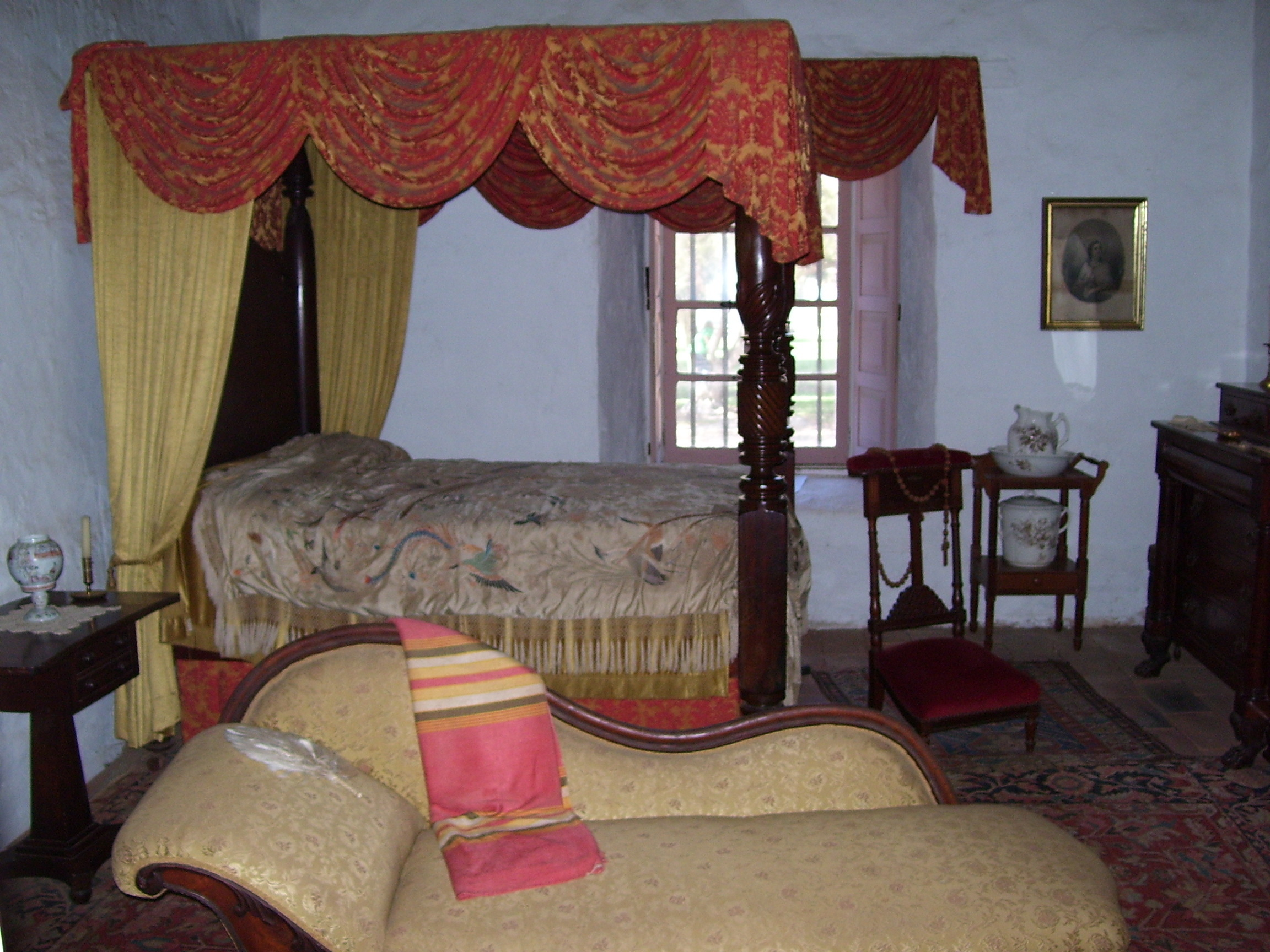
Chambre principale.
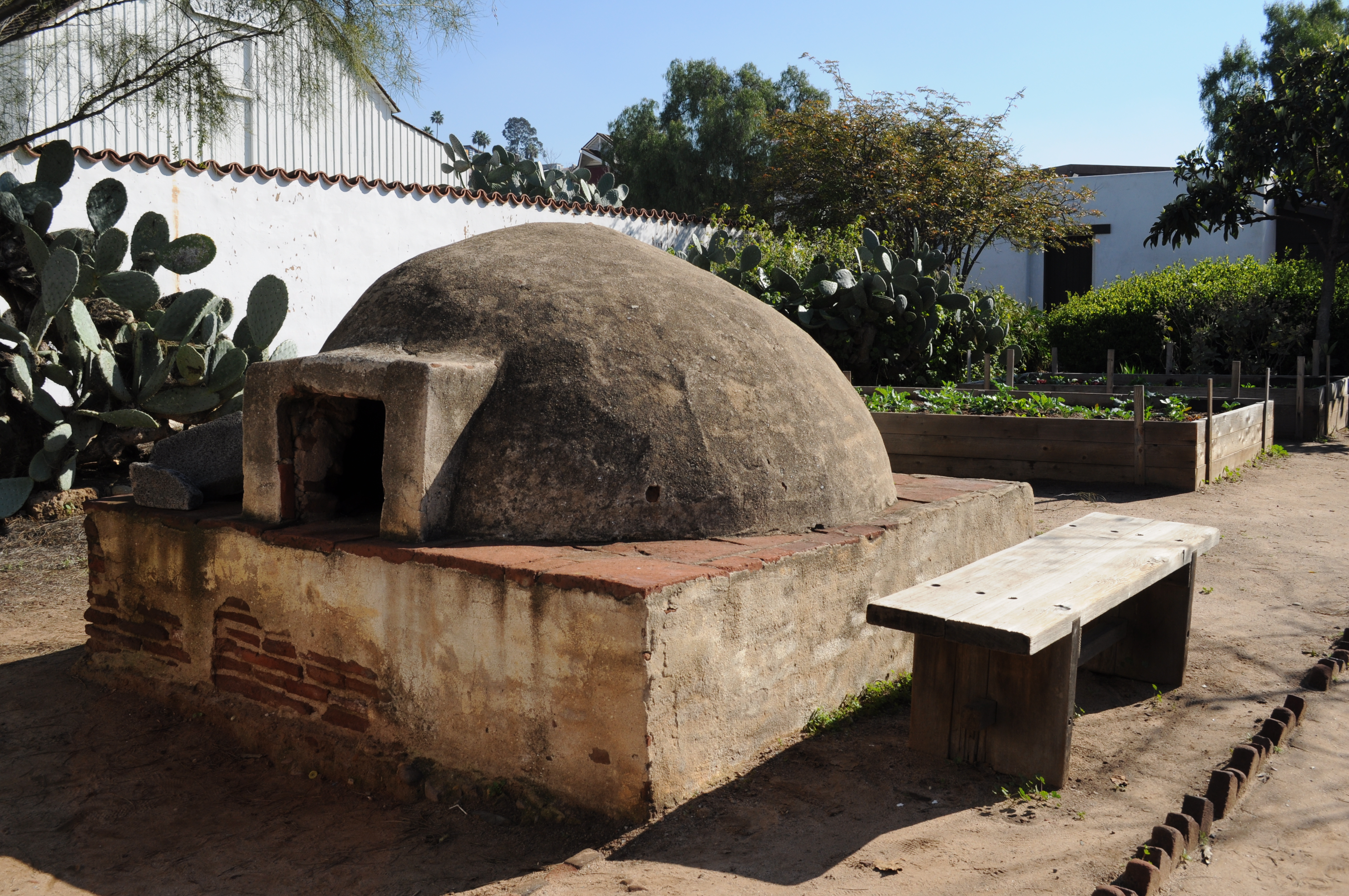
Four extérieur.
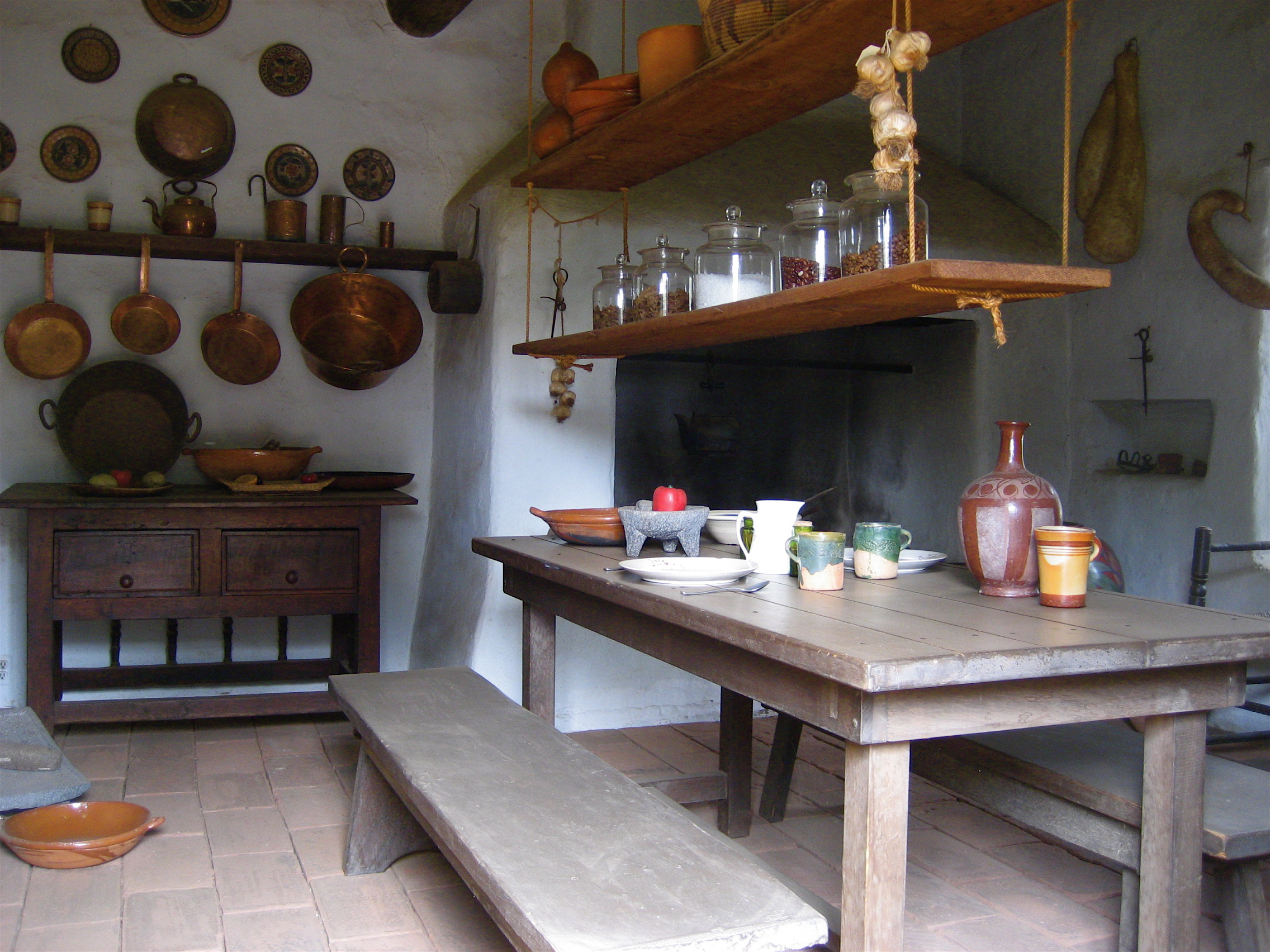
Cuisine.